# Around My Heart
«Around My Heart» es el cuarto sencillo del álbum de Sandra Into a Secret Land. 
El sencillo fue producido por Michael Cretu. La letra de la canción fue escrita por Klaus Hirschburger y Hubert Kemmler, y su música fue compuesta por Hubert Kemmler, Markus Löhr, Sör Otto's y Frank Peterson. La carátula del sencillo fue diseñada por Mike Schmidt (a través de Ink Studios) y la fotografía fue tomada por Dieter Eikelpoth.
El tema fue un éxito. Alcanzó el top 10 en Israel, donde llegó al número 6, y el top 20 en Alemania (número 11) y Suiza (número 19). 
En Alemania, país de origen de Sandra, el sencillo había entrado en el top 20 el 11 de mayo de 1989, en donde permaneció durante cinco semanas, de las cuales una estuvo en el puesto número 11.
La canción fue remezclada en 1999 para el tercer álbum de grandes éxitos de Sandra titulado My Favourites, y en 2006 para su álbum recopilatorio de remezclas Reflections. Esta última versión alcanzaría el éxito en Polonia al llegar al número 2 de sus listas musicales radiofónicas.

## Sencillo
- Sencillo 7"

A: «Around My Heart» - 3:11
B: «Around My Drums» (Instrumental) - 3:13
- Sencillo 12"

A: «Around My Heart» (Extended Version) - 6:02
B1: «Around My Drums» (Instrumental) - 3:13
B2: «Around My Heart» (Single Version) - 3:11
- CD maxi

1. «Around My Heart» - 3:11
2. «Around My Heart» (Extended Version) - 6:02
3. «Around My Drums» (Instrumental) - 3:13

## Posiciones
| País (1989) | Puesto alcanzado |
| ----------- | ---------------- |
| Alemania    | 11               |
| Austria     | 23               |
| Francia     | 28               |
| Israel      | 6                |
| Suiza       | 19               |